# Wojaczek
Wojaczek es una película polaca de 1999 dirigida por Lech Majewsky y protagonizada por Krzysztof Siwczyk en el papel principal.
Es la película biográfica del poeta polaco rebelde Rafał Wojaczek. Ambientada en la Polonia comunista, cuenta las crónicas de los últimos días de Wojaczek (1945-1971), quien murió prematuramente. Sus tendencias autodestructivas hicieron que su poesía cause una viva y duradera impresión en varias generaciones de polacos.
El actor principal de la película, Siwczyk, fue nominado al Premio de Cine Europeo al Mejor Actor.

## Sinopsis
La acción de la película se limita a los últimos cuatro años de la vida del poeta: desde 1967 hasta el 11 de mayo de 1971, momento del suicidio de Wojaczek. 
La película comienza con el primer intento de suicidio de Wojaczek , cuando cae a través de la ventana de cristal de una lúgubre casa de vecinos. Wojaczek intenta constantemente acelerar su muerte: abre los grifos del gas; sale del apartamento del segundo piso por la ventana en lugar de por la puerta; corre hacia una tumba recién cavada y pide que la llenen. Al final, se suicida tomando una dosis letal de drogas.

## Reparto
- Krzysztof Siwczyk como Rafał Wojaczek
- Dominika Ostalowska como Mala
- Andrzej Mastalerz como Wiktor August
- Elżbieta Okupska como Hornacka
- Mirosława Lombardo como la madre de Rafał
- Jan Bogadoł como el padre de Rafał
- Andrzej Wojaczek como el neurólogo
- Jan Skrzek como el sepulturero
- Robert Gawliński como Edward Stachura